# Tina Cole
Christina Yvonne Cole, detta Tina (Hollywood, 4 agosto 1943), è un'attrice statunitense.

## Filmografia parziale

### Cinema
- The 6th Friend, regia di Letia Clouston (2016)
- Reawakened, regia di Jose Altonaga (2020)

### Televisione
- Hawaiian Eye - 9 episodi (1962-1963)
- Io e i miei tre figli (My Three Sons) - 136 episodi (1964-1972)
- Eleanor and Franklin - 2 episodi (1976)
- Eleanor and Franklin: The White House Years - film TV (1977)
- Take It from the Top - film TV (2017)